# Homeland (Georgia)
Homeland is een plaats (city) in de Amerikaanse staat Georgia, en valt bestuurlijk gezien onder Charlton County.

## Demografie
Bij de volkstelling in 2000 werd het aantal inwoners vastgesteld op 765.
In 2006 is het aantal inwoners door het United States Census Bureau geschat op 797, een stijging van 32 (4,2%).

## Geografie
Volgens het United States Census Bureau beslaat de plaats een oppervlakte van
6,7 km², geheel bestaande uit land.

## Plaatsen in de nabije omgeving
De onderstaande figuur toont nabijgelegen plaatsen in een straal van 40 km rond Homeland.